# Le Château hanté
Le Chateau hanté (bra: Le Château Hanté) é um filme mudo em cor de 1897 dirigido e ator por Georges Méliès.
Aparece com o número 96 no catálogo da Star Film Company, com o título em inglês "The Devil's Castle".